# Les Solons
Pour les articles homonymes, voir Solon (homonymie).
Ne pas confondre avec les Solons, une tribu mongole.
Solons est un hameau de la commune française de Cuigy-en-Bray, située dans le département de l'Oise et la région Hauts-de-France.
Ce hameau constitue, avec celui Des Eaux ouïes, de Corleux, et des Larris, la commune de Cuigy-en-Bray.

## Géographie
Situé entre deux villes (Beauvais et Gournay-en-Bray) et desservie par une route Nationale (RN31), le hameau des Solons joue donc une grande importance, et est chaque jour emprunté par plusieurs centaines de voitures. De plus, le hameau assure la liaison entre Cuigy-Centre et la Route Nationale. Le hameau des Solons rejoint la RN31 au kilomètre 56.

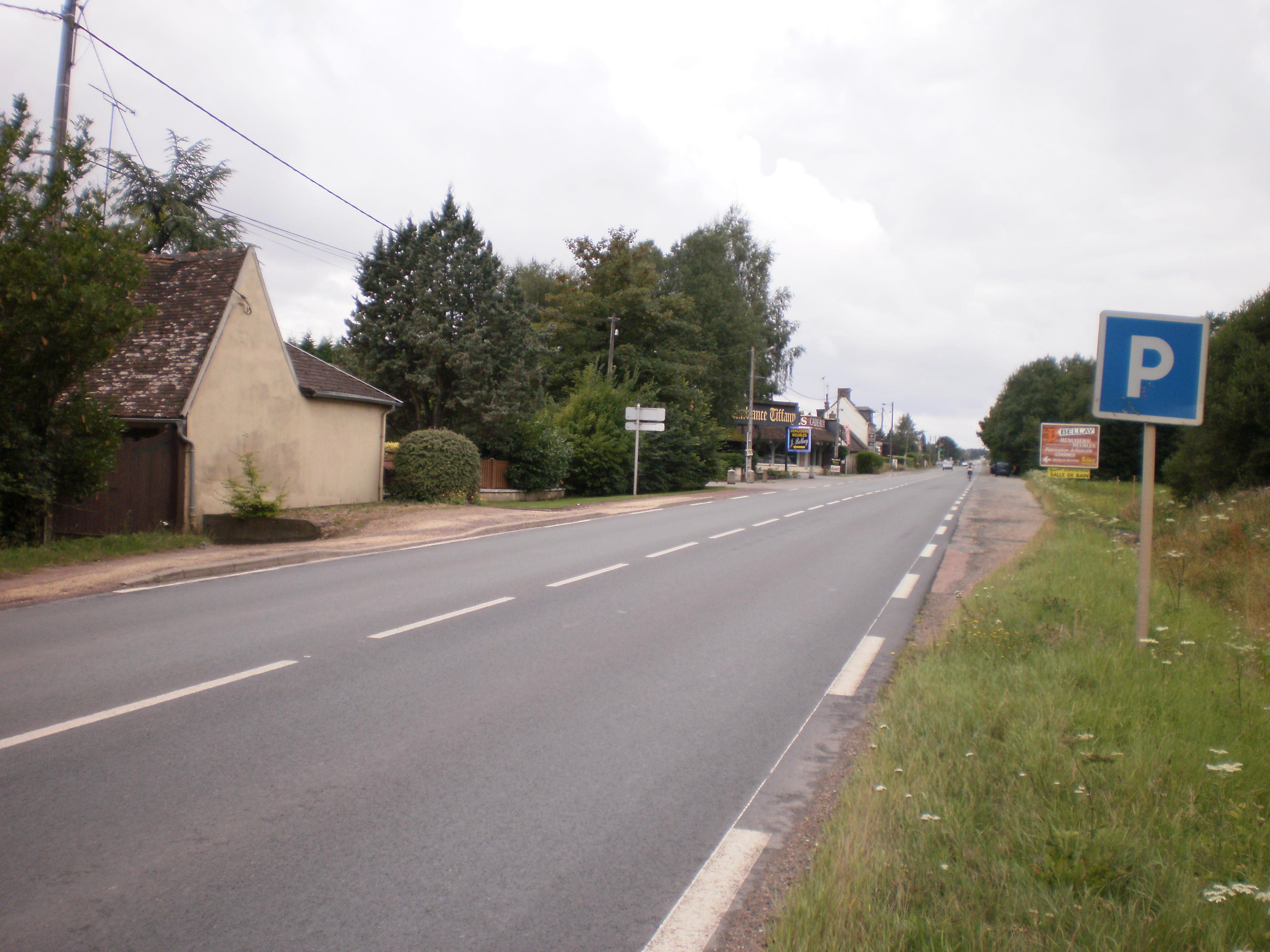
RN31

Mais, on remarque depuis quelques années que cette zone routière est particulièrement dangereuse. On dénombre déjà plusieurs accidents à l'intérieur même du hameau, dont certains malheureusement ont été mortels. Le dernier en date remonte au Vendredi 18 juillet 2008, vers 12 h 10, ou un motard est décédé sur le coup à la suite d'un accident survenu à hauteur du hameau des Solons, dans la commune de Cuigy-en-Bray. Le motard circulait sur la RN31, dans le sens Gournay-Beauvais quand il a violemment percuté la remoruque d'un tracteur qui le précédait après avoir doublé un véhicule. Ce décès a alourdi le bilan du nombre de morts sur les routes de l'Oise : 43 personnes y sont décédées en 2008.[réf. nécessaire]

## Les Solons: Une Terre d'agriculture
Les espaces agricoles représentent les 3 quarts de la superficie du hameau. Sur ces longues étendues agraires on y retrouve essentiellement des plantations de maïs, de blé, ainsi qu'une minorité de colza. C'est pourquoi, on peut dire que les Solons sont avant tout une terre agricole.

## Le commerce
Forte de son agriculture, Les Solons sont également aux yeux de la commune de Cuigy, un hameau prospère en commerces. En effet, les principaux commerçants de la commune se sont regroupés aux alentours de la route nationale, qui leur assure un emplacement idéal. Parmi ces commerces, on y retrouve une menuiserie très célèbre sur le plan local, un restaurant, un magasin discount, mais aussi un Café Bar-Tabac. Certes, ces commerces sont encore peu nombreux mais reste tout de même très important pour la commune.